# Janusz Liberkowski
Janusz Liberkowski (ur. w 1954 w Nowej Soli) – polski inżynier i mechanik mieszkający w USA w Dolinie Krzemowej (Kalifornia).

## Życiorys
Jest absolwentem technikum elektrycznego w Zielonej Górze, oraz Politechniki Gdańskiej, którą ukończył w 1981 roku. Po ślubie z żoną Danutą w Nowej Soli oboje wyprowadzili się do Sopotu, a w roku 1984 wyemigrowali do USA. Pracował tam jako mechanik zatrudniony przez firmę Intel.
Janusz Liberkowski jest posiadaczem lub współposiadaczem 13 patentów; 7 z nich wdrożył Intel. Najstarszy z nich pochodzi z 1983 roku. Wynalazca należy też do PAEC – Polish American Engineers Club – polsko amerykańskiego klubu inżynierów.
19 maja 2006 wygrał pierwszy konkurs "American Inventor" amerykańskiej telewizji ABC za wynalazek sferycznego fotelika samochodowego (ang. spherical safety seat) o nazwie Anecia Safety Capsule ochraniającego niemowlaki w trakcie kolizji. Fotelik ten powstał pod wpływem bólu wynalazcy po śmierci jego córki Anety w wypadku samochodowym. Idea wynalazku polega na tym, że wewnętrzna sfera porusza się w czasie zderzenia, m.in. ograniczając wpływ zderzenia przez zamianę energii kinetycznej uderzenia na ruch obrotowy. Za zwycięstwo w programie zarobił 1 mln dolarów. Liberkowski jest aktywnym uczestnikiem działalności postsolidarnościowej Polonii amerykańskiej, m.in. w jednym z nielicznych zagranicznych oddziałów Yacht Klubu Polski – YKP San Francisco. Jest żonaty, ma dwoje dzieci (bliźniaki).
Janusz Liberkowski bezpośrednio po wygranej w konkursie American Inventor podpisał kontrakt na wdrożenie fotelika kapsuły z największym amerykańskim producentem sprzętów dla dzieci firmą Evenflo. Koncern zaproponował mu stanowisko dyrektora projektu, a wkrótce tak zmodyfikował jego pomysł, że wynalazca stracił zainteresowanie współpracą. Wypowiedział więc umowę i na własną rękę rozpoczął dalsze badania. Obecnie szuka w Polsce partnerów do produkcji swej innowacyjnej kapsuły.